# Rosse muggeneter
De rosse muggeneter (Conopophaga lineata) is een zangvogel uit de familie Conopophagidae (muggeneters).

## Verspreiding en leefgebied
Deze vogel komt voor in het zuidoosten van Zuid-Amerika en telt twee ondersoorten:
- C. l. lineata: oostelijk en centraal Brazilië.
- C. l. vulgaris: zuidoostelijk Brazilië, Paraguay, Uruguay en noordoostelijk Argentinië.

## Status
De grootte van de populatie is niet gekwantificeerd maar de soort wordt omschreven als algemeen. Op de Rode lijst van de IUCN heeft deze soort de status niet bedreigd.